# Битва при Фонтенуа (1745)
Битва при Фонтенуа́ (фр. Bataille de Fontenoy) — битва між французькими військами, з одного боку, і союзними силами англійців, голландців і ганноверців («Прагматична санкція») біля села Фонтенуа в Бельгії (нині частина міста Антуен, провінція Ено) під час війни за австрійську спадщину.

## Передумови битви

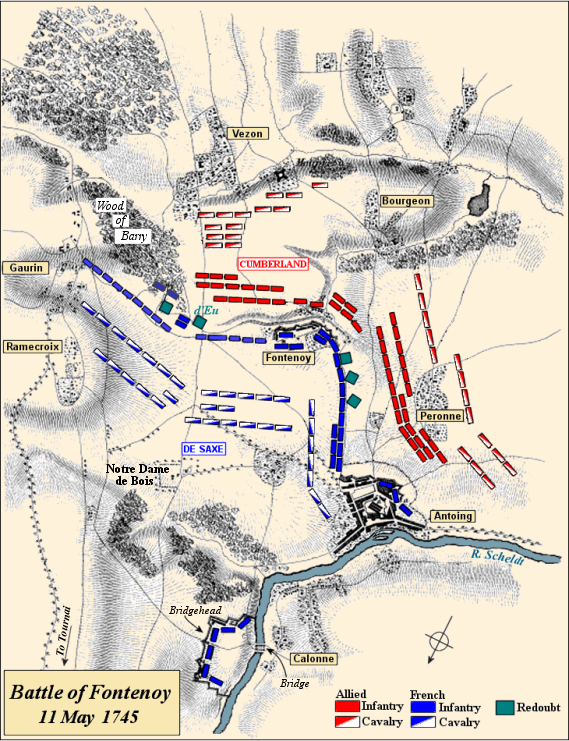

У кампанію 1745 року головнокомандувач французькою армією маршал Моріц Саксонський почав облогу фортеці Турне, на виручку якої рушили союзні війська (англійці, голландці, ганноверці) під командуванням герцога Камберлендського і генерала Кенігсега. Французькі війська, не знімаючи облоги, вийшли назустріч противнику і зайняли позицію біля Фонтенуа, посиливши її редутами і засіками.

## Сили сторін
- Французи: 52 тисячі піхоти та кавалерії, 96 гармат.
- Англійці: 50 тисяч піхоти та кавалерії, приблизно 100 гармат.

## Битва
В ніч 11 травня піхотні колони союзників загальним числом 15 тисяч фронтально атакували французькі позиції в центрі, але, після деяких місцевих успіхів, були зупинені концентрованим вогнем французьких мушкетерів. Слідом за тим французи перейшли в наступ; англо-ганноверські війська були відкинуті і звернені на втечу.

## Наслідки
Втрати британців склали понад 8000 солдатів та 32 польових гармат (дані явно занижені). Французи втратили 7200 воїнів. «Прагматична санкція» більше не могла чинити опір натиску французів на важливі нідерландські центри. Війська Моріца Саксонського послідовно зайняли найбільші економічні центри тогочасної Європи — міста Турне, Гент, Брюгге, Брюссель.
Після битви при Фонтенуа Франція стала домінувати в центральній Європі, зірвавши всі спроби англійців зміцнитися на континенті.

## Цікаві факти
- Битва відома фразою графа д'Отроша, лейтенанта французьких гренадерів, що вийшов сам-один назустріч англійцям, зняв капелюха і гукнув «Apres vous messieurs les Anglais» (Панове англійці, стріляйте першими). Англійці вистрілили і вбили шістсот солдатів і п'ятдесят двох офіцерів. У самого графа влучило сім куль, але він вижив і дожив до вісімдесяти років.
- Це була остання битва в Європі за особистої участі правлячого короля.[5]